# Sabor trubača

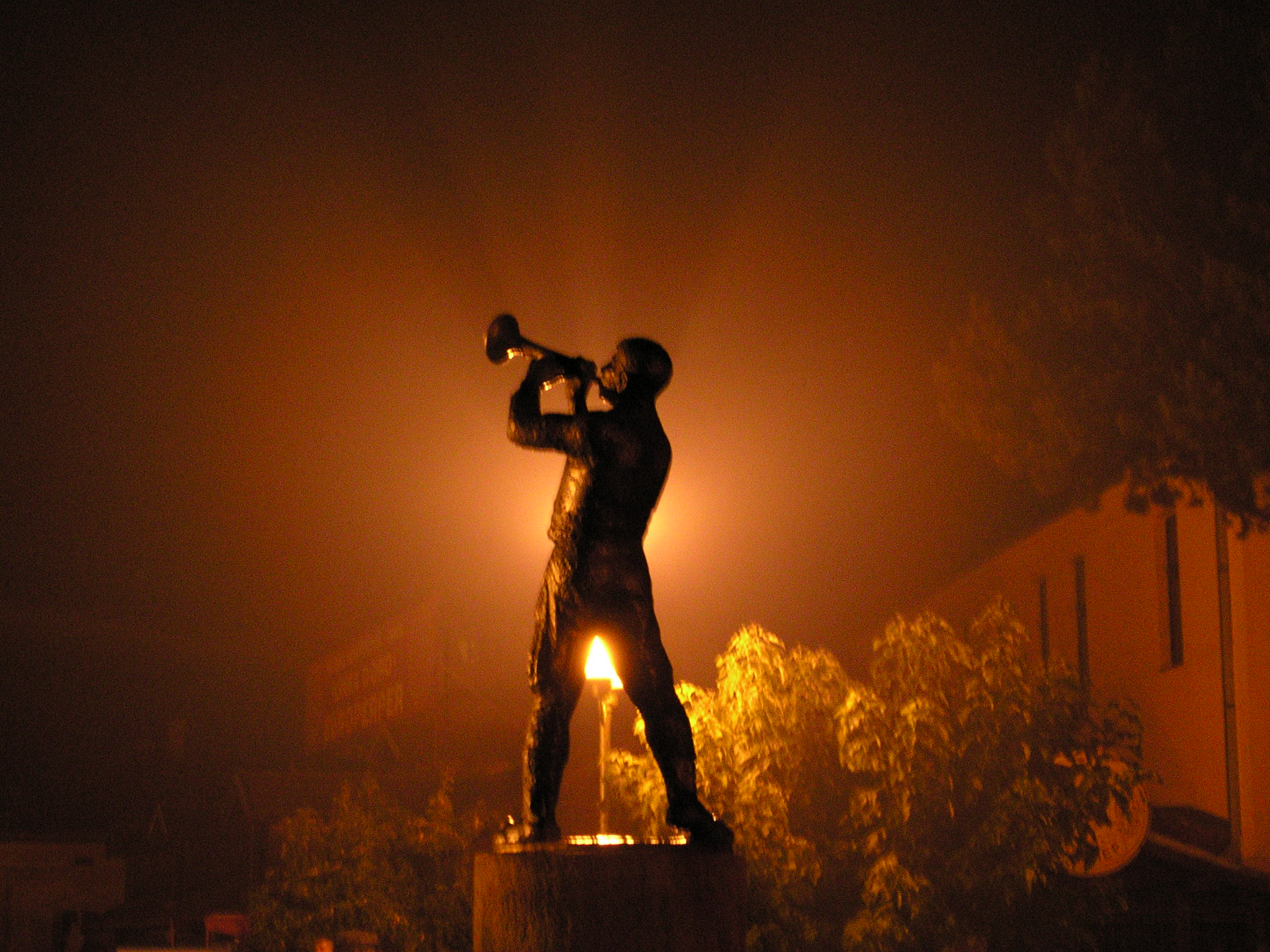
Socha trumpetisty

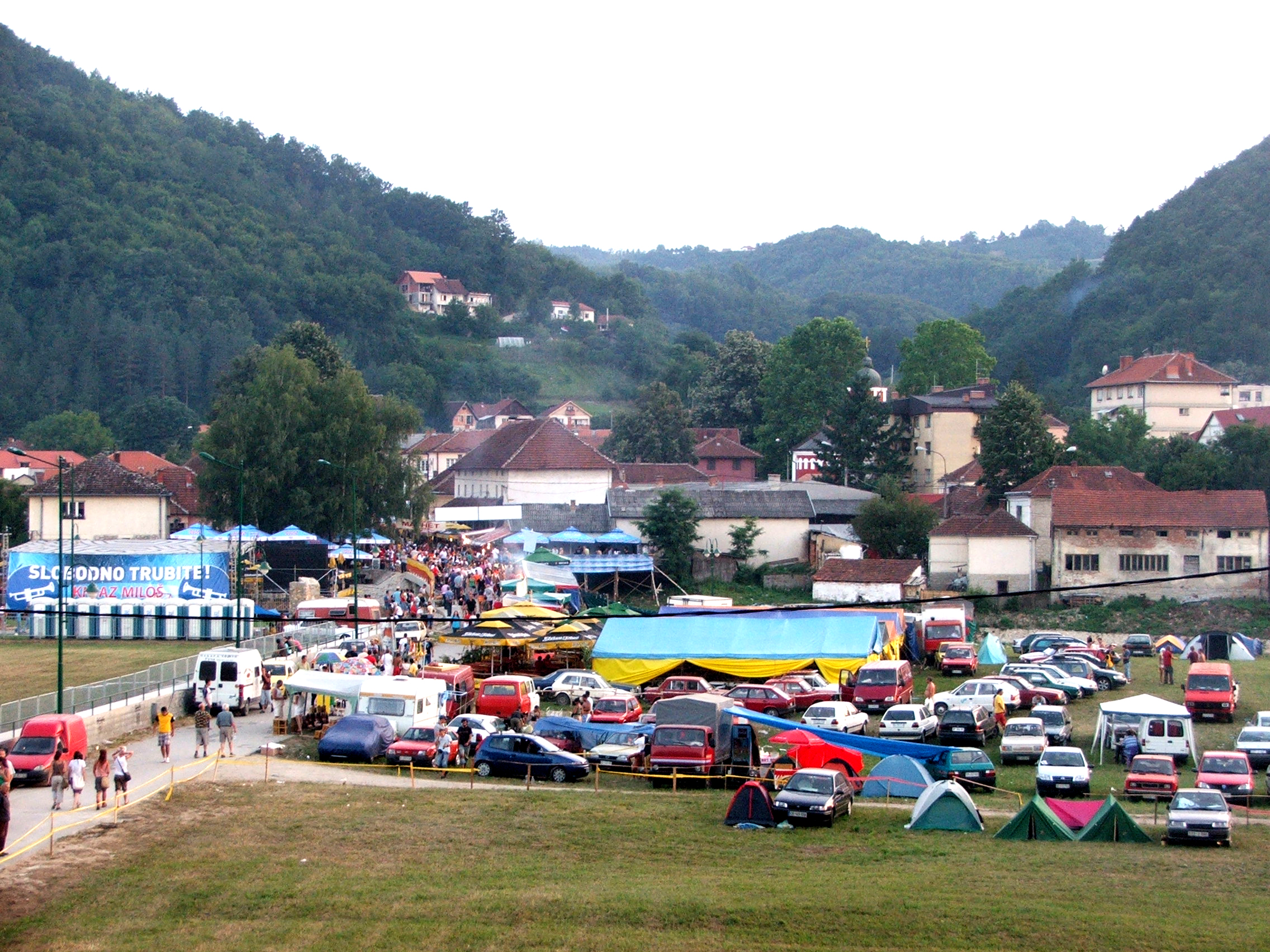
Během festivalu počet návštěvníků převýší několikanásobně počet stálých obyvatel městečka

Sabor trubača je festival dechové hudby který se koná každoročně v srbském horském městečku Guča. Festival probíhá na začátku srpna, oficiální datum bývá známo v květnu.

## Dechová hudba v Srbsku
Historie dechovky sahá do 19. století, kdy princ Miloš Obrenović založil první vojenskou dechovou hudbu. Armáda ostatně spojuje všechny odrůdy tzv. balkánské dechovky. Nástrojové obsazení je většinou 3–4 křídlovky , 3–4 eufonia (barytonové zpěvorohy) či baskřídlovky a tuba nebo většinou heligon, který je mnohem vhodnější k přenášení a hře vstoje. Bicí bývají zastoupeny virblem a velkým bubnem (který má nahoře malý činel). Všechny kapely jsou mobilní – jak se na vojenské dechovky sluší a patří. Na festivalu však můžete vidět a slyšet kapely se saxofony, trombony, klarinety, suzafony a jinými nástroji.
Balkánská dechovka je velmi rytmická a posluchači většinou tančí. K nejčastěji hraným a neoblíbenějším rytmům patří dvoudobý tanec kolo, kdy se lidé vezmou za ruce a tančí dokola, a čoček. Mimo rychlé tance jsou oblíbené národní teskné písně, na které lze ovšem také tančit. Srbové nejsou ve vztahu ke svému folkloru příliš konzervativní, a proto lze některé písně slyšet v různých vydáních od zádumčivých pomalých rytmů, přes čoček až po techno.
Mezi oblíbené písně patří srbské národní písně jako Vidovdan (o bitvě na Kosově poli), Mesečina (měsíční svit) a další kola, či rovněž písně, které proslavil Goran Bregović ve filmech Emira Kusturici: Kalašnikov, Čupčik, Ševa apod.

## Festival
Malé městečko se na několik dní zcela věnuje jen dechovce – návštěvníků jsou statisíce, v roce 2005 jich bylo údajně na půl milionu.[zdroj?] Do Guči každoročně přijíždí nejen oficiální soutěžící a hosté, ale také mnoho lepších či horších dechovek, které si chtějí hraním po ulicích a hospůdkách přivydělat.
Program je pokaždé velmi podobný: ve čtvrtek večer bývá koncert některé srbské hvězdy, např. Bobana Markoviće či Biljany Krstić. V pátek večer je koncert, kde se představí hosté. V sobotu dopoledne bývá rekonstrukce tradiční dragačevské svatby. Sobotní večer patří soutěžícím kapelám a nedělní odpoledne probíhá soutěž. Hosté bývají francouzské, německé či americké kapely složené ze srbských emigrantů, evropské kapely, kterým učarovala balkánská dechovka, a také folklórní soubory z Severní Makedonie, Slovinska, Rumunska a jiných zemí.